# Symphyla
Sínfilo é o nome comum atribuído a todas as espécies pertencentes à classe Symphyla, compreendendo as famílias Scutigerellidae e Scolopendrellidae. Os sínfilos são um grupo monofilético e homogêneo, e representam o menor subgrupo dentre os quatro que formam Myriapoda, a superclasse que também inclui, entre outros, as lacraias e os piolhos-de-cobra. São considerados um grupo antigo e primitivo, embora pouco se saiba sobre sua biologia.
Os sínfilos são animais pequenos, medindo de 1 a 8 mm de comprimento, e são encontrados em solos úmidos de quase todo o mundo. Podem ser confundidos com quilópodes por serem alongados e multissegmentados, embora a semelhança seja apenas superficial. Também possuem aspectos semelhantes aos hexápodes, motivo pelo qual já foram considerados o "elo perdido" entre os miriápodes e os insetos.
O conhecimento geral dos sínfilos é ainda muito escasso. As poucas publicações existentes se baseiam em estudos morfológicos e ecológicos de poucas espécies. As espécies mais conhecidas são aquelas que possuem relevância econômica, uma vez que os sínfilos são considerados uma importante praga na agricultura, podendo causar extensos danos aos cultivos.

## Filogenia, taxonomia e diversidade

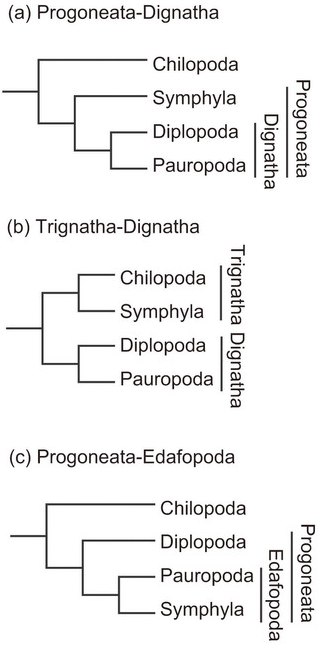
Classificações com base morfológica (a/b) e com base em similaridades no DNA (c).

A superclasse Myriapoda é dividida, atualmente, em 4 classes: Chilopoda, Diplopoda, Pauropoda e Symphyla. Dados obtidos a partir de estudos com DNA mitocondrial permitiram a elaboração de hipóteses que evidenciam a relação dos sínfilos com os demais miriápodes, embora não tenham sido suficientes para a construção de uma proposta única. Portanto, a localização de Symphyla na árvore filogenética ainda é incerta.
Em alguns casos, Symphyla é colocado como grupo irmão de Chilopoda, enquanto que, em outras análises, é relacionado de forma mais próxima a Diplopoda. Em outros estudos, ainda, Symphyla pode ser grupo irmão de Diplopoda e Pauropoda, como proposto pela hipótese Progoneata-Dignatha, que leva em consideração aspectos morfológicos; ou grupo irmão somente de Pauropoda, na hipótese Progoneata-Edafopoda, que é suportada por similaridades em sequências genéticas.
Até o momento, cerca de 200 espécies foram descritas. A primeira espécie, nomeada Scolopendra nivea, foi descrita por Scopoli em 1763. Outras espécies do mesmo gênero foram descobertas posteriormente, embora tivessem sido consideradas como pertencentes ao grupo Chilopoda. Somente mais tarde, em 1880, as espécies já descritas foram colocadas em um grupo diferente. Posteriormente, no final do século XIX, o grupo foi elevado à categoria de classe.
Há somente duas famílias de sínfilos: Scolopendrellidae e Scutigerellidae. Enquanto a primeira atualmente possui 8 gêneros descritos, Scutigerellidae possui somente 3. Em ambas podemos encontrar espécies de relevância econômica. Essa classificação, no entanto, não possui consistência filogenética, pois sabe-se que a família Scolopendrellidae é um grupo parafilético.
Os Scutigerellidae têm como característica uma cabeça comparativamente mais arredondada. Os Scolopendrellidae apresentam duas linhas com pequenas projeções evidentes em sua parte dorsal, começando na cabeça e passando por cada tergito.
Scutigerellidae costuma apresentar um tamanho maior, de 4 a 8 mm de comprimento, enquanto Scolopendrellidae é composta por sínfilos geralmente menores, medindo de 1 a 4 mm. Além dessas características, o número e a morfologia dos tergitos, o tamanho do primeiro par de patas e dos estilos também são utilizados para a separação das famílias.
O maior sínfilo conhecido no mundo é o Hanseniella magna uma espécie endêmica da Tasmânia, que pode chegar aos 30 mm.

## Anatomia e morfologia

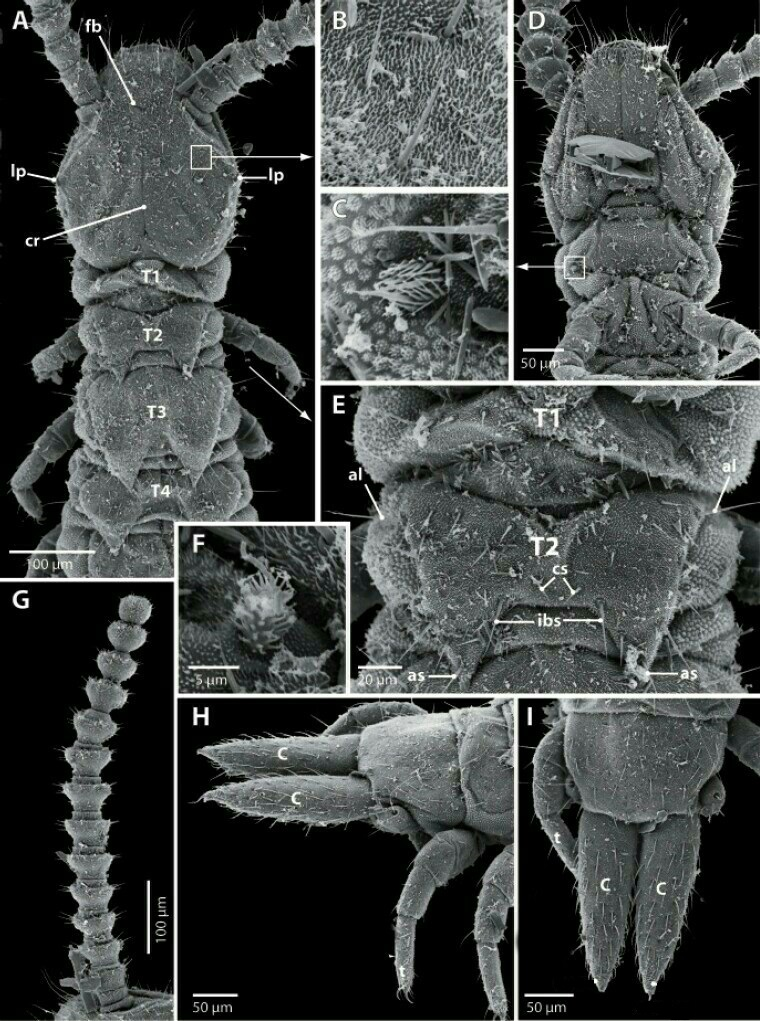
Vistas dorsal e ventral de espécimes de Symphylella erecta em microscopia eletrônica de varredura. A: cabeça e os quatro primeiros tergitos (T1, T2, T3 e T4), em vista dorsal. Cr: sulco central. fb: ramos frontais. lp: protuberâncias laterais da cabeça. B: detalhes da superfície da cabeça. C: detalhe da primeira perna. D: cabeça e os dois primeiros pares de pernas, em vista ventral. E: detalhes dos primeiro (T1) e segundo (T2) tergitos. al, as, cs e ibs: cerdas distribuídas ao longo do corpo. F: estilo na décima perna. G: antena direita. H: região posterior do tronco, último par de pernas, com um de seus segmentos, os tarsos, representados por t, e as fiandeiras, em vista lateral. I: região posterior do tronco, última perna esquerda e fiandeiras, em vista dorsal.

Os sínfilos são pequenos organismos de coloração branca, cujos comprimentos podem variar de 1 a 8 mm. Seu corpo é recoberto por cerdas e, assim como o dos demais miriápodes, é dividido em dois tagmas: cabeça e tronco.
O tronco dos sínfilos adultos consiste de 14 segmentos, sendo que os 12 primeiros estão conectados, cada um, a um par de pernas, enquanto que o segmento XIII apresenta um par de tricobótrios, estruturas sensoriais que detectam vibrações do ar.
O gonóporo se encontra na região anterior do corpo, na face ventral do quarto segmento do tronco. Um par de fiandeiras se projeta a partir do último segmento, e glândulas de seda se abrem por meio de poros existentes nestas estruturas, que alguns autores consideram homólogas aos cercos dos insetos. A extremidade final do tronco é caracterizada pela presença de um pequeno télson oval.
O número de tergitos não acompanha a segmentação do tronco, e pode variar entre 15 e 24 unidades. O maior número de tergitos em relação ao número de segmentos, juntamente com a forma como eles e as demais placas cuticulares estão dispostos, garante maior flexibilidade dorso-ventral a estes animais.
A cutícula destes organismos, como a de todos os miriápodes, é permeável, pois não apresenta uma camada cerosa, diferentemente da dos hexápodes. Por esse motivo, a distribuição desses animais fica restrita a habitats úmidos. Além disso, ela é fracamente esclerotizada, o que lhe confere certa maleabilidade.
A maleabilidade da cutícula, aliada à flexibilidade dorso-ventral do tronco, possibilita com que esses animais se contorçam livremente e virem seus corpos em diferentes planos enquanto rastejam. Dessa forma, eles podem se movimentar pelo solo e adentrar espaços pequenos com agilidade, o que lhes confere, dentre outras coisas, uma fuga rápida na presença de possíveis predadores. É importante ressaltar que isso só é possível devido ao tamanho diminuto desses organismos, que, de outra maneira, teriam dificuldades para se enterrar profundamente.
A maioria das pernas dos sínfilos apresenta, em sua  base, duas estruturas: um saco coxal eversível, que captura umidade e também pode apresentar função respiratória, e uma pequena projeção denominada estilo, cuja função é desconhecida, mas acredita-se que seja sensorial.
Assim como os quilópodes, os sínfilos apresentam três pares de apêndices bucais em posição ventral, delimitando uma cavidade pré-oral: as mandíbulas e dois pares de maxilas. O primeiro par de maxilas é composto por peças longas e recobre as mandíbulas, que são biarticuladas. Já o segundo par se funde, formando um lábio semelhante ao dos hexápodes, embora eles não sejam homólogos.
Apesar de não possuírem olhos, os sínfilos apresentam outras estruturas sensoriais cefálicas, por meio das quais são capazes de reconhecer condições ambientais: um par de antenas está inserido lateralmente na cabeça desses animais, e é na base de cada uma delas que se encontram os órgãos de Tömösváry, estruturas que atuam na percepção de umidade.
A cefalização nesses animais é fraca, e a função do sistema nervoso é exercida por um cérebro tripartido, que inclui apenas os gânglios dos três pares de peças bucais, e por doze pares de gânglios segmentares, que se distribuem ao longo do cordão nervoso ventral e correspondem, cada um, a um par de pernas.
O aparato digestivo dos sínfilos consiste de um canal simples que se estende da boca ao ânus desses animais. A excreção se dá por meio de um par de túbulos de Malpighi. Nos segmentos de ambas as maxilas são encontrados um ou dois pares de estruturas conhecidas como nefrídios maxilares. Embora os nefrídios, em geral, exerçam função excretora, sua função nestes organismos é incerta.
O sistema circulatório é composto por um tubo dorsal que se estende entre os segmentos VI e XII e atua como um coração.
A respiração, nestes organismos, é traqueal. Os dois espiráculos do único par de traqueias existentes estão localizados nas laterais da cabeça, abaixo das antenas, e é por meio deles que ocorrem as trocas gasosas. Apenas a cabeça e os três primeiros segmentos do tronco são supridos por este sistema.
Em Symphyla, é muito difícil distinguir os sexos dos organismos com base apenas em características morfológicas. No sistema reprodutor feminino de sínfilos, os ovários consistem de um par de tubos que se prolongam a partir do gonóporo. Nos machos, os testículos ocupam uma posição semelhante à dos ovários nas fêmeas. Eles consistem de pequenas estruturas granulares pareadas, que se estendem da região posterior até, aproximadamente, o nono segmento do tronco.

## Reprodução e ciclo de vida
Os sínfilos são animais dioicos e a fertilização é indireta e externa, não havendo contato entre os indivíduos. Algumas espécies apresentam dimorfismo sexual, sendo as fêmeas geralmente maiores. O macho procura lugares frequentados pelas fêmeas e, durante uma intermuda, deposita entre 150 e 450 espermatóforos no topo de uma haste de seda fabricada por ele, erguendo o tronco até que a abertura genital esteja na altura necessária. Ao encontrar os espermatóforos, a fêmea cuja oogênese esteja avançada, recolhe-os em sua cavidade pré-oral, armazenando os espermatozoides em receptáculos seminais associados à essa cavidade. A fêmea, então, remove os ovos do seu gonóporo, utilizando as peças bucais, e adere-os a musgo, líquen ou frestas, em grupos de 8 a 12, fertilizando-os no processo com os espermatozoides que havia armazenado.

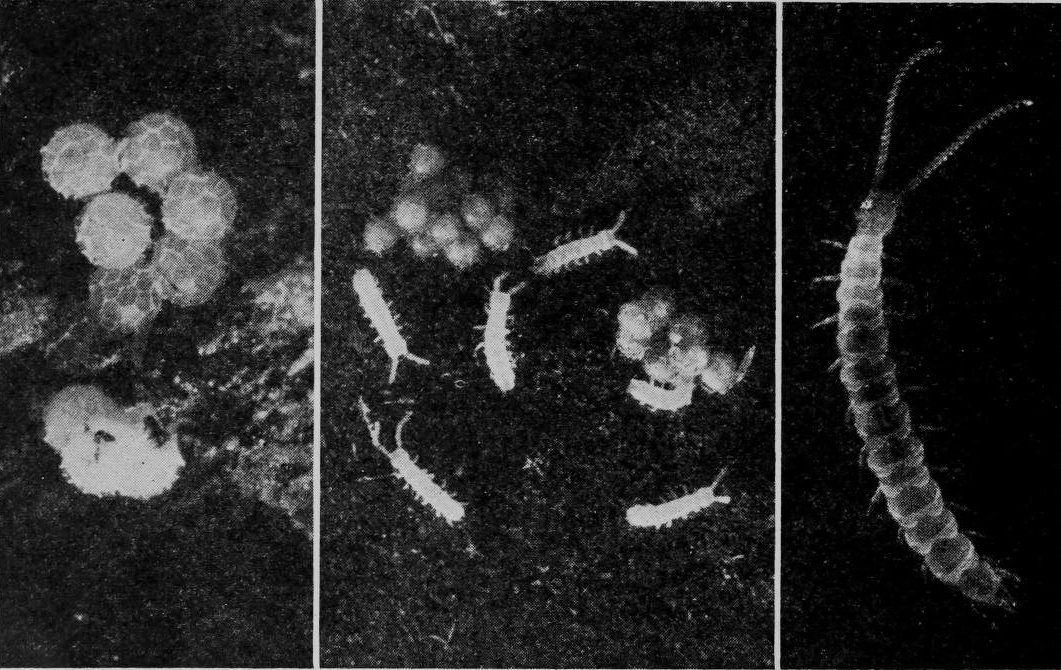
Estágios de vida dos sínfilos: ovos, jovens e adultos de Scutigerella immaculata.

 Os ovos são brancos, relativamente grandes e apresentam ornamentação variada de acordo com a espécie. O tempo de incubação está relacionado à temperatura e pode levar de 5 a 20 dias. O desenvolvimento dos sínfilos é anamórfico. Inicialmente, o jovem possui entre 6 e 7 pares de pernas e antenas com 5 artículos, são bastante inativos e não se alimentam, pois ainda possuem peças bucais rudimentares e tubo digestivo não funcional. A primeira muda ocorre, geralmente, entre 24 e 36 horas após a eclosão, embora possa levar até quatro dias. A cada muda, novos pares de pernas são adicionados, bem como tergitos e artículos nas antenas. O número máximo de pares de pernas é 12, já o número de tergitos e de artículos nas antenas pode variar: adultos podem ter entre 15 e 24 tergitos e antenas com 25 a 55 artículos. O crescimento se dá pela inserção de um novo segmento anterior ao segmento anal até que se atinja o total de 14 segmentos. O segmento anal não sofre alterações ao longo de todo o desenvolvimento pós-embrionário.
Sínfilos possuem um ciclo de vida relativamente longo. Levam de 4 a 6 meses para atingir a maturidade sexual e podem viver por até 4 anos. Mesmo após atingir a maturidade, continuam a sofrer ecdise.
Além da reprodução sexuada, os sínfilos também podem se reproduzir por partenogênese.

## Ecologia

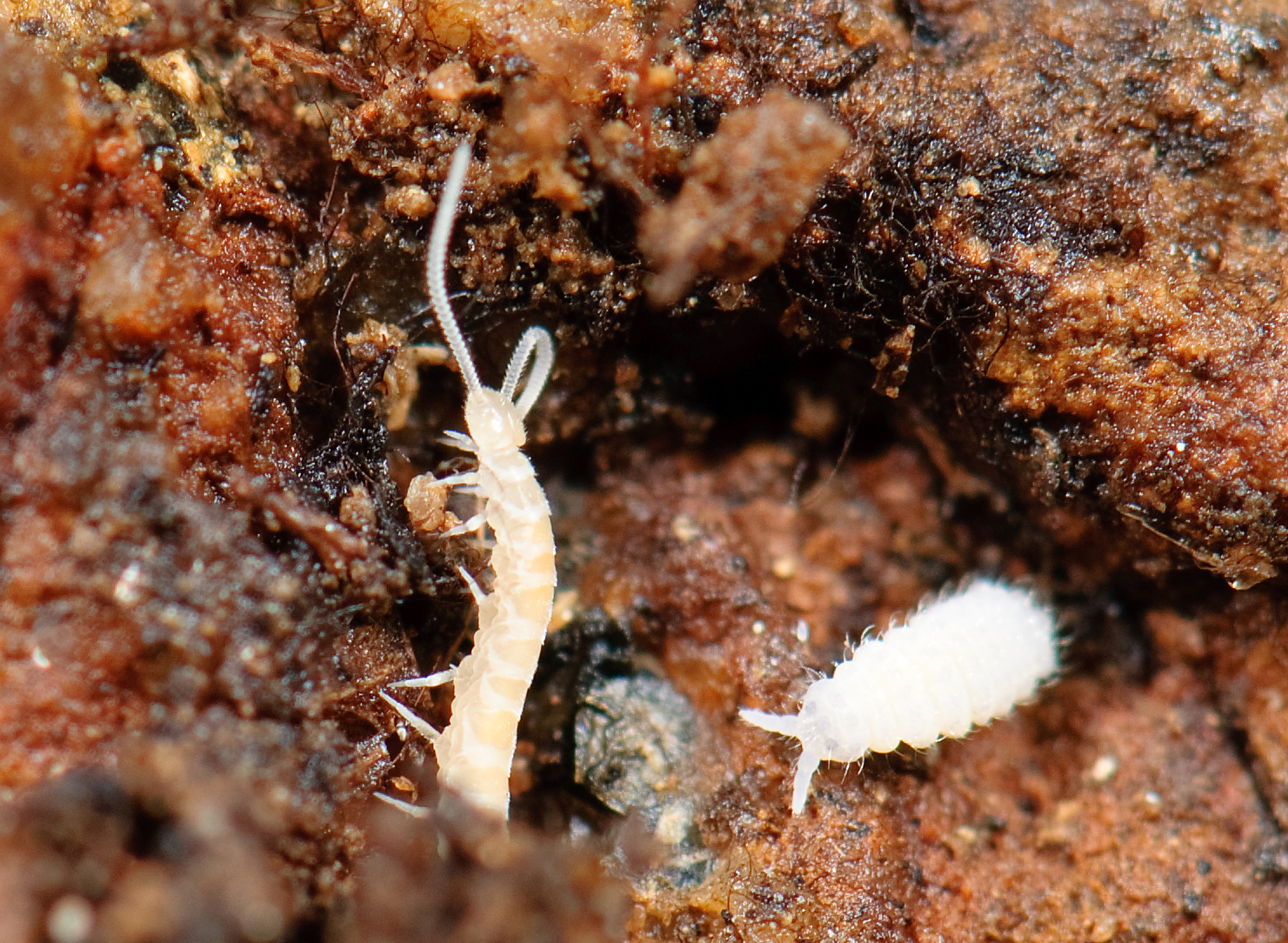
À esquerda, um sínfilo se deslocando por entre as fissuras do solo. O animal à direita aparenta ser um colêmbolo.

Embora sejam mais comuns nos trópicos, os sínfilos se distribuem por praticamente toda a superfície terrestre. Como estão sujeitos à dessecação, são animais que evitam a luz e procuram viver em lugares úmidos, com temperaturas pouco elevadas. São abundantes em solos cuja umidade é constante e ricos em matéria orgânica, e habitam tanto terras cultivadas quanto florestas e seus arredores.
Podem viver entre 2ºC e 28ºC, embora prefiram temperaturas entre 12ºC e 20ºC. Quando a temperatura do solo atinge entre 21ºC e 24ºC, normalmente durante o verão, os sínfilos seguem para profundidades maiores, de 61 a 91 cm abaixo da superfície. Quando a temperatura diminui ou, no caso de terras cultivadas e estufas, o solo é molhado para o plantio, os sínfilos novamente migram para a superfície.
Os sínfilos se deslocam através do solo por entre fissuras e galerias, túneis cavados por minhocas ou outros animais, ou na serrapilheira, mas não são escavadores. Os canais por onde eles se deslocam são forrados com uma leve teia. Quando se movem, às vezes em grandes velocidades, os sínfilos mantêm as antenas em posição frontal, permanentemente em movimento, sentindo o solo. Quando se alimentam, deixam as antenas voltadas para trás.
A maioria das espécies parece ser onívora ou decompositora, alimentando-se de fungos e material animal ou vegetal fresco, ou matéria orgânica em decomposição. Algumas espécies são predadoras de pequenos animais, como ácaros, enquanto outras se alimentam principalmente de raízes, podendo causar grandes prejuízos à agricultura.

### Relevância econômica
Scutigerella immaculata e algumas espécies do gênero Hanseniella são consideradas pragas na agricultura, especialmente em estufas. Os danos são causados às porções enterradas das plantas e às partes que estão em contato com o solo. Os sínfilos se alimentam principalmente das raízes, impedindo seu crescimento normal ou até mesmo levando-as à morte. As plantas atrofiadas amadurecem bem lentamente e representam uma perda para o produtor, que pode, em casos extremos, sofrer perda total. O estágio de cultivo tem um importante papel na distribuição dos sínfilos, sendo mais fácil encontrá-los em solos com plantas em germinação ou em fase de crescimento.
No Brasil foi observado  pela primeira vez os sínfilos Hanseniella sp. como pragas de culturas, atacando coleóptilos e radículas de arroz em Minas Gerais. Também foi constatado o ataque de Hanseniella sp. ao sistema radicular do abacaxi no mesmo Estado. Este mesmo sínfilo foi detectado atacando o sistema radicular de abacaxi cultivar Pérola na década de 80 no Estado da Bahia.
Os sínfilos são, em geral, animais com pouca capacidade de dispersão, mas podem ser facilmente carregados com o solo de um lugar para outro. Por esse motivo, espécies que causam prejuízos à agricultura têm sido amplamente distribuídas pelo transporte mundial de plantas, passando a afetar regiões em que não eram tão comuns.

## Registro fóssil e evolução
Diversas estimativas foram feitas para determinar o período de divergência entre Symphyla e os demais grupos de Myriapoda. Com base em uma filogenia morfológica, a divergência teria ocorrido no Siluriano (ca. 430 Ma). Estudos feitos com base em dados moleculares, no entanto, apontam duas possibilidades: entre o Cambriano e o Ordoviciano (520 - 470 Ma), ou entre o início do Pré-Cambriano e o começo do Ordoviciano (593,42 - 484,39 Ma). De acordo com essa última estimativa, a divergência entre Scolopendrellidae e Scutigerellidae, as duas famílias de Symphyla, teria ocorrido entre o início do Ordoviciano e o final do Permiano (481,54 - 248,44 Ma).
Apesar dessas estimativas, o registro fóssil de Symphyla é escasso e praticamente restrito ao Eoceno (ca. 54 Ma). Todos os fósseis encontrados desse período pertencem à família Scutigerellidae e foram relacionados à gêneros viventes. O fóssil mais antigo encontrado também foi o primeiro fóssil da família Scolopendrellidae, datando de, aproximadamente, 99 Ma. É cerca de duas vezes mais antigo do que os fósseis previamente conhecidos e representa o primeiro fóssil de Symphyla do Mesozóico.

## Galeria
|  |  |  |  |